# Charles Thellier de Poncheville
Charles Thellier de Poncheville, né le 13 octobre 1842 à Valenciennes (Nord) et mort le 26 octobre 1915 à Lille (Nord), est  un homme politique français.

## Biographie
Docteur en droit en 1854, il est avocat à Valenciennes et devient bâtonnier en 1879.
Conseiller municipal de Valenciennes de 1871 à 1915, il est député du Nord de 1885 à 1893, siégeant à droite. Le républicain Hector Sirot-Mallez lui succède.
Lors des débats sur la création du délégué mineur, il fait partie d'un groupe de trois députés du Nord qui s'organise pour proposer plusieurs amendements visant à réduire la portée d'un texte qui introduisait un contre-pouvoir à l'autorité sans limites du patron dans la mine.
Il est fait comte romain (1er comte Thellier de Poncheville) le 3 avril 1895 et chevalier de l'Ordre de Saint-Grégoire-le-Grand.
La fosse no 23 de la Compagnie des mines de Courrières mise en service tout à la fin des années 1920 porte son nom.